# フィリピンの歴史
フィリピンの歴史（フィリピンのれきし）。フィリピン史は先スペイン期、スペイン植民地時代（1565年-1898年）、アメリカ合衆国植民地時代（1898年-1946年）、独立以後の時代（1946年-現在）に大別される。

## 先史時代

### カヤオ人
カガヤン州ペニャブランカのカヤオ洞窟から6万7千年前のアジア最古のホモ・サピエンス、カヤオ人の人骨が出土した。パラワン州のタボン洞穴で見つかった約1万6500年前のものと見られるタボン洞窟人の人骨と石器、コウモリや小哺乳類の骨などである。人骨は甕棺に納められており、これを中国の風習の影響と見る人もいる:10。

### ネグリト渡来
また、リサール州のビナンゴナンでは紀元前3000年前のアンゴノ・ペトログリフが見つかった。これらの遺物を残したのはネグリト人やオーストロネシア人よりも前にフィリピンに住んでいた人によるものと考える人もいる。
これらの住民との関連性は不明だが、これら住民を除けばフィリピンの初期の住民はネグリト人と考えられている。ネグリト人もいつから住んでいたかは不明である。約2万年前と考える人もいる:31。ネグリト人は従来オーストラロイドと考えられていたが、遺伝子研究によりオーストラロイドの要素を含む新モンゴロイドであるとする説もある:15。

### オーストロネシア人の拡大
それに続いてオーストロネシア語族の支族マレー・ポリネシア語派が紀元前4000年頃に到来した。当初はネグリト人は沿岸に住んでいたが、原始マレー系住民に追われて山岳地帯に住むようになった。原始マレー人は簡単な農耕技術を持っていたとされる:31。
紀元前2000年～前1500年には古マレー人が水田農耕を持って移住したとされる。ルソン島カガヤン渓谷ソラナ東遺跡からイネが出土している。
紀元前500年から13世紀にかけて新マレー人が移住を続けた。

### インド文化の到来
3世紀には、扶南国の交易相手として巨延洲の記述があり、フィリピン諸島とみられている。交易品目はイモ・シャコ貝。
西暦300年から700年頃には、東南アジアの島々では海洋民族が活躍しており、インド文化圏の仏教やヒンドゥー教の影響を受けていたと見られる。特にスマトラ島のシュリーヴィジャヤ王国やジャワ島のマジャパヒト王国（いずれも現インドネシア）は交易を通じて文化の発信源となっており、フィリピンにももたらされた。現代フィリピンのタガログ語にもサンスクリット語を語源とする単語が多い:33。

## 中世
古代のフィリピンに関する情報は、東南アジア諸地方の中でも非常に少ない。これは、フィリピンがユーラシア大陸から見て遠隔地なため、フィリピンの歴史を目撃する他民族にあまり恵まれなかったという事情もある。また、フィリピンは熱帯のため、考古学的遺物が腐って残りにくかったという事情もある。そのため、歴史研究家の中には「フィリピンにはスペイン時代以前に誇るべき歴史が無い」と断定する人もいる:102。

### ルソン島

#### トンド王国（呂宋国）

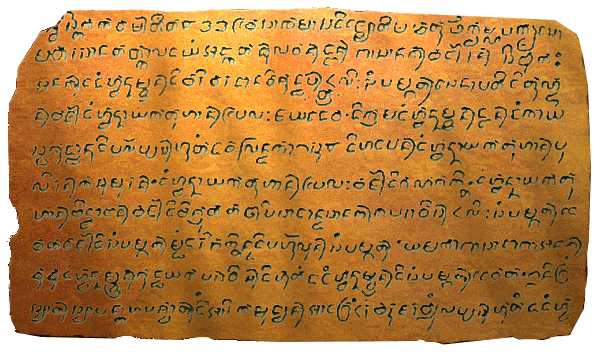
ラグナ銅版碑文。真偽は確定していないが、西暦900年に当たる日付が記された裁判記録。

ただし、この時代の様子を窺う資料が全く無いわけではない。1990年、ルソン島のバエ湖で、シャカ紀元822年（西暦900年）の日付が入ったラグナ銅版碑文と呼ばれる金属板が見つかった。これは早期カウィ文字に属する文字（バイバインと同じアブギダ）で書かれた一種の裁判記録であり、この時代にフィリピンにある程度の文明社会があったことを証明するのに十分なものだった。ただし、出自があまり明確ではなく、真贋は確定していない。:7:59。
トンド王国は、中国・東南アジア・インド・アラブとの中継貿易で栄えた海洋国家である。中国の記録には、「呂宋國」が首都を「トンド」（東都）に置くという記述があり、モンゴル帝国に敗れた南宋の残党が海を渡り建国したという伝承が残っている。

### ミンドロ島

#### 摩逸
元代の史書『文献通考』によると、982年にフィリピンと思われる摩逸国の商人が交易品を積んで広州を訪れている。また、1225年の著書『諸蕃志』では、この時代のフィリピン（麻逸）の人は木綿の布で体全体または下部を隠しており、青銅の神像を草原に置いており、中国やアラブ諸国とバーター貿易していると解説されている:9。フィリピンの言語には中国語由来と見られる経済用語も多い:33。14世紀の島夷誌略にもマニラを意味する麻里の地名が見られる:241。

### ミンダナオ島

#### 蒲端國（ブトゥアン王国）
ミンダナオ島北東部のアグサン川流域のブトゥアンにあった中継貿易で栄えた海洋国家で、10世紀頃には既に、占城（ベトナム南部）や馬来（ヌサンタラ、インドネシア）などとの交易を行っていた。11世紀までにブトゥアンはフィリピン諸島の交易・商業の中心となっていた。
1521年にフェルディナンド・マゼラン一行が、アグサン川河口に碇を下ろしミサを行った記録が残っている。

## イスラムの到来
14世紀後半には、中国～東南アジア～インド～中東を繋ぐ航路上で海上交易を行っていたイスラム商人の影響でフィリピン諸島にもイスラム教が広まる。
1433年にはネグロス島の首長カランチアオが刑法を制定したとされているが、疑わしいと考える研究者もいる:89。
15世紀後半にはマラッカ王国を中心とした貿易が盛んになった。インドのマラバール、コロマンデル、グジャラートやジャワと共に、ルソンからも多数の商人がマラッカを訪れて貿易した:35。
16世紀のスペインが到来する直前、ルソン島はブルネイの影響にある都市が多く存在した。その首長の何人かはブルネイのスルタンの娘を妻としていた。最大都市マニラには6000人規模の集落があり、その他にも南西部沿岸に都市があった。主な交易品は、輸出品として金、蜜蝋、蜂蜜、蘇木であった。輸入品としては陶磁器、織物、金属製品、日用雑貨などだった。輸入された鉄製品は新たに鋳物として作り直された:123。陶磁器は宋胡禄など中国や東南アジア各地のものが確認されている。
また、フィリピンにはバランガイと呼ばれる数十戸を単位とする集落が数多くあった。バランガイの語は船を意味するマレー語に由来しており、元はマレーからの同一の漂流集団と見られている。バランガイは相互に交易も行っていたが、特定の国家に支配されているものではなかった:34。

### ミンダナオ島

#### マギンダナオ王国
フィリピン南部のミンダナオ島にはジョホール王国（現ジョホール）からセリフ・カプンスワンがやってきて、マギンダナオ王国を建国した。

#### スールー王国
1380年、Simunul（現在のタウイタウイ州, スールー諸島）にメッカからMakhdum Karimがイスラム教をもたらし、フィリピンで最初のモスクSheik Karimal Makdum Mosqueを建設した。

1450年頃にパレンバンから来たアブ・バクルがイスラム国家のスールー王国を建国した。いずれもスマトラからの有力移住者が地元の有力者と婚姻を結んでできた王朝である:72。

### ルソン島

#### 麻里魯
都市国家の一つにマニラ王国（麻里魯）（マレー語: Kota Seludong、ジャウィ文字: كوتا سلودوڠ）があった。明の時代には歴史的交流のあった同じ海洋国家のマライ人系商人らを通じ、一部のルソンの人々はイスラム教を取り入れていた。
15世紀頃の地図混一疆理歴代国都之図にはフィリピンの辺りに多くの島が描かれており、中に麻里魯と読める箇所がある:9。
1500年代初頭、ポルトガル人は、マラッカ王国を征服する前に立ち寄った中国とマラッカの間にある貿易国家を「ルソニア」（Luçonia）または「ルソン」（Luçon）と記している。
日本の商人もルソンと交易した記録が残っていて、戦国時代に堺商人の納屋助左衛門が貿易商を営んで巨万の富を得た逸話は最も良く知られている。
また、使用開始時期は不明確だが、1603年のスペインの報告書によると、当時のフィリピンの一部ではバイバインと呼ばれる文字が存在していた:59。

### ビサヤ

#### セブ王国
ビサヤ諸島にあった中継貿易で栄えたビサヤ族の海洋国家である。
後述するイスラムの部族長ラプ＝ラプによるマクタン島の戦いの舞台となった。

## スペイン植民地時代

### スペインによる植民地化

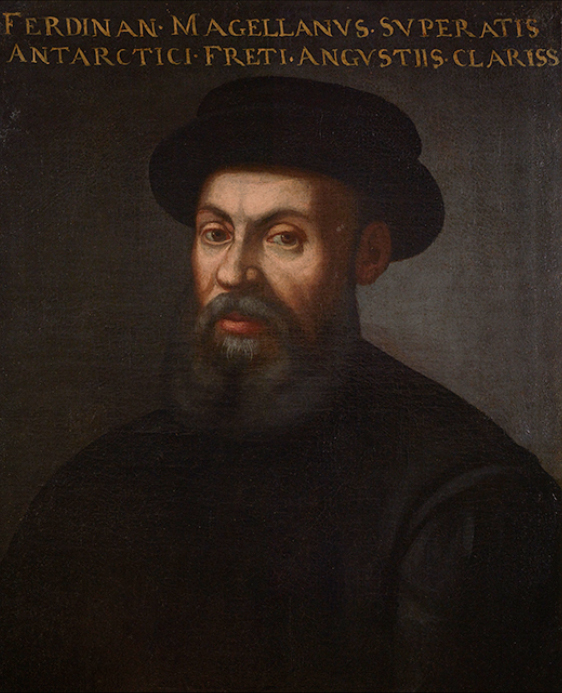
1521年にフィリピンに到達したスペイン王国の航海者、フェルディナンド・マゼラン。

フィリピンに到達した初のスペイン人は1521年のマゼラン率いるスペイン船団である。マゼランはフィリピンに辿り着くと、鎧と槍、火縄銃、大砲などの武器の威力を背景に、部族長たちに対してスペイン王への服属および朝貢と、キリスト教に改宗したセブ王への服従並びにキリスト教への改宗を要求し、部族長を次々と服従させていった。しかし、イスラムの部族長ラプ＝ラプはこれを拒絶した。激怒したマゼランは、1521年4月27日にラプ＝ラプ討伐のためマクタン島へ軍を派遣した。ラプ＝ラプ軍は甲冑で身を固めたスペイン兵の足が無防備なことを見抜くなど、巧みな戦術によってマゼラン軍を破り、遂にマゼラン本人を殺害した。リーダーを失ったマゼランの配下たちは退却していった（マクタン島の戦い）。
スペインは1529年のサラゴサ条約で、ポルトガルにフィリピンの領有を認めさせた。
1543年にはルイ・ロペス・デ・ビリャロボス率いるスペイン船団がサマール島とレイテ島に到着し、この島々にフェリペ皇太子（後のフェリペ2世）に因んで「ラス・イスラス・フェリピナス (Las Islas Felipinas,フェリペナス諸島) 」と命名した(「フィリピン」の国名の由来)。
1565年、ミゲル・ロペス・デ・レガスピ遠征隊がメキシコからセブ島に到着し、これを占領して植民基地を作った。セブ島はヌエバ・エスパーニャ（新スペイン）副王領の一部となった。レガスピはこの帰路にフィリピンからメキシコに向かう航路を発見し（当時は帆船なので来た航路をそのまま引き返すことができなかった）、メキシコとフィリピンの間でガレオン貿易を始めた:36。ただしポルトガルやフィリピン原住民に最初の拠点セブを追われ、本格的な支配を開始できたのはフアン・デ・サルセードらによる1570年のマニラ征服と1571年のマニラ市の設置からだった:126。当時のマニラには日本人も20人ほど住んでいた:39。初期植民地時代のエンコミエンダ制の下で、征服されたフィリピンの原住民はスペイン人征服者によって分配された。分配された徴税権や労働徴発権と引き換えに、スペイン人はフィリピンの原住民に対してカトリックの布教を行うことを義務付けられた。しかし、エンコミエンダ制は原住民組織への打撃が大きかったため、17世紀前半に廃止された。
広大なスペイン帝国の中で、フィリピン総督領はメキシコ市を首府とするヌエバ・エスパーニャ副王領の一部となり、ヌエバ・エスパーニャ副王の下で総督を頭とする行政組織が体系化され、州（アルカルデ）、町（プエブロ）、村（バリオ、バランガイ）が行政区画として再編され、総督の権力を監視するためにアウディエンシアが置かれた。
スペインは当初、トルデシリャス条約に抵触せずに香料を産出する地を求めてフィリピンを征服したが、フィリピンでは期待された香料は発見されなかったため、交易中継地として扱われることになった。1573年には初めて中国産品がメキシコにまで運ばれ、ガレオン貿易が始まった。季節風を利用して年に一隻のガレオン船がマニラからアカプルコまで太平洋を横断したガレオン貿易により、アカプルコから山を超えたカリブ海岸のベラクルスを中継してヨーロッパにまでアジアの産物が送られた。さらに、マニラからは1581年と1582年に南米ペルー副王領のカヤオにまでガレオン船が送られたが、ペルーとマニラの貿易は1631年に禁止された。ガレオン貿易のスペイン側からの決済にはメキシコ銀が用いられた。
スペインのフアン・ゴンサーレス・デ・メンドーサは1585年出版のシナ大王国誌(Historia de las cosas más notables, ritos y costumbres del gran reyno de la China)で当時のフィリピンについても言及しており、それによると中国からフィリピンに絹や陶磁器などが非常に安くもたらされ、フィリピンから中国へは金製品やスペイン銀貨などが支払われていた。また、中国の張燮は1617年の東西洋考の中で「フィリピンからの品にフィリピン産のものは何も無く、夷人の銀貨ばかりである」と記している。

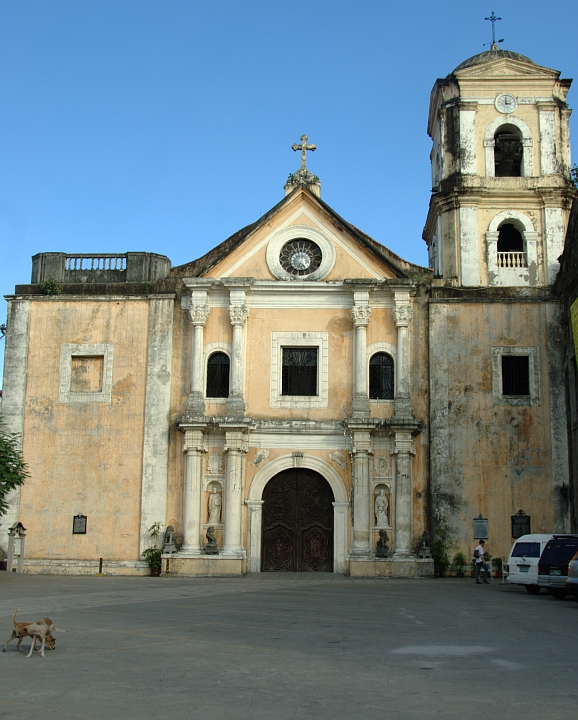
スペイン植民地時代に造営されたカトリック教会のサン・アグスティン・デ・マニラ教会。

スペイン入植後、浸透した貨幣経済によって原住民はたちまち居住地を借金の代わりに取り上げられ、スペインからの入植者も増えた。1578年には近隣の有力なイスラム国だったブルネイがスペインに破れたことでイスラム勢力の力が弱まり、1587年にマニラ近郊で首長が反乱を計画したものの、翌年発覚して数名が絞首刑後晒し首となっている（トンドの謀議）:42,61。当時スペインで布教していたカトリック教会は、スペイン本国からの仕送りが少なく、ガレオン貿易の収益を重要な資金源としていたため、貨幣経済の浸透を止めることは無かった。スペインは荒地の開拓を積極的に進めたが、その労働力をフィリピン原住民に頼り、結果としてスペインによる土地支配が進んでいくことになった。また、信者が遺言で土地を教会に寄進することもあり、スペイン占領末期には全耕作地の7%ほどを占めるようになった<:49。
1591年豊臣秀吉は、長崎で貿易を営む原田喜右衛門の部下である原田孫七郎を使者として、スペイン領フィリピンに日本国への朝貢を要求する内容の書状を持ってマニラのスペイン領フィリピンの総督ゴメス・ペレス・ダスマリニャスへ遣わした。
1592年、豊臣秀吉によって朱印船貿易が行われ、日本人がスペイン商人を相手とする通商が発展していった。貿易に従事する多くの日本人が東南アジアに移り住み各地で日本人町を形成し、フィリピンにもマニラなどに日本人町が作られた。1570年には20人ほどだった日本人居住者も、17世紀には1500人、最盛期には3000人にもなった。大名の高山右近も日本追放によってマニラを訪れフィリピン総督、フアン・デ・シルバらが歓迎している:39。しかし1633年から順次施行された日本の鎖国令によって、これらの都市は衰えた。この後、サルセド総督統治時代:8のフィリピンを日本の川淵久左衛門が訪れており、1671年の口述筆記『呂宋覚書』として残されている:241。
ガレオン貿易の進展に伴って中国人や日本人が移住し、また、黒人がヌエバ・エスパーニャから連行され、マニラ城外に居住区を築いた。特に中国人はガレオン貿易とフィリピン植民地経営に当たって決定的に重要な役割を果たした。1637年には中国人の人口は約2万人に達し、17世紀から18世紀にかけてフィリピン総督による弾圧もあったものの、中国人は現地人女性と通婚してメスティーソ（混血）と呼ばれる社会階層を築きあげ、フィリピン社会に同化した。18世紀半ばの三度に及ぶ中国人追放令発令後、中国系メスティーソは地方の商業に進出したが、19世紀のマニラ開港後は総督府の中国人移民奨励の影響もあって新規に移民した中国人商人が在来の中国系メスティーソに代わった。
フィリピンには世俗教会よりも修道会の進出が進んだが、修道会もガレオン貿易に積極的に参加し、フィリピン植民地経済を支えた。しかし、全体として高温多湿の過酷な気候条件と地理的な遠隔さ、経済的な魅力の不足から、スペインからフィリピンへの入植は進まなかった。
スペイン人はフィリピン植民地化の過程で、フィリピン諸島全土を植民地化できた訳ではなかった。特に南部のホロ島やミンダナオ島のムスリムはスペイン人に対して頑強に抵抗し、300年以上に渡ってモロ戦争と呼ばれるスペインとイスラーム勢力との間の抗争が続けられた。また、スペイン支配地域でもカトリック化した原住民の反乱が相次いだ。
17世紀に入ると、政治的にスペインと対立し、東アジアへの進出が盛んだったオランダ連合東インド会社によるフィリピン攻撃が1610年、1660年と断続的に行われた。ヌエバ・エスパーニャ副王政府はこうしたオランダによるフィリピン攻撃からの防衛費をも負担した。1603年には、マニラで最初の華人反乱が起きている。1621年から1622年にかけてBankaw revoltが起こった。

1795年の時点でのスペインが領有したヌエバ・エスパーニャ副王領の版図。メキシコ市に中心があったヌエバ・エスパーニャ副王領はフィリピンのみならず、北アメリカの広大な地域を領有していた。

18世紀に入ると、七年戦争の最中の1762年にそれまでフィリピンとの密輸を続けていたイギリス東インド会社によってマニラが占領された。イギリス人は1764年にフィリピンから撤退したが、この事件はスペインによるフィリピン経営のあり方を再考させる一つのきっかけとなり、カルロス3世のブルボン改革によってフィリピンにもタバコの強制栽培、専売制度の確立(1782)や王立フィリピン会社の設立(1785)など、プランテーション農業を基盤とした開発型植民地への転換を目指した政策が導入された。
1809年にはイギリスがマニラに商館を設立した。
スペインのフィリピン経営における商品作物の栽培や鉱山開発は失敗に終わったが、イギリス海賊の跳梁やメキシコ独立戦争の影響のため1815年にガレオン貿易が廃止され、19世紀初めにフィリピンは重商主義的植民地支配から自由主義的植民地支配に移行した。
1834年にマニラが正式に開港されると、自由主義の下で輸出向けの商品作物の栽培が進み、マニラ麻や砂糖、タバコなどがアメリカ合衆国とイギリスの市場に向けて生産される一方で、商品作物栽培のための土地所有の集中を招き、アシエンダと呼ばれる大土地所有制度が確立されて農民の小作農化が進んだ。

### モロ戦争の展開
スペインとイスラーム勢力の間でモロ戦争が継続される中、ホロに都を置いたスールー王国は19世紀に入るとスペイン当局やマカオのポルトガル商人、シンガポールとの交易で栄え、1840年代にはアメリカ合衆国、イギリス、フランスと通商条約を結んだ。スペインはスールー王国に対し、1848年から断続的に攻撃をしかけ、1876年のホロ攻略後、1878年に講和を結び、以後はミンダナオ島の攻略に取り掛かった。スペインは1880年代にはミンダナオ島のブアヤン王国との戦争を激化させたが、植民地時代の終焉までスペインがミンダナオ島を完全に支配することはできなかった。

### 民族運動の展開

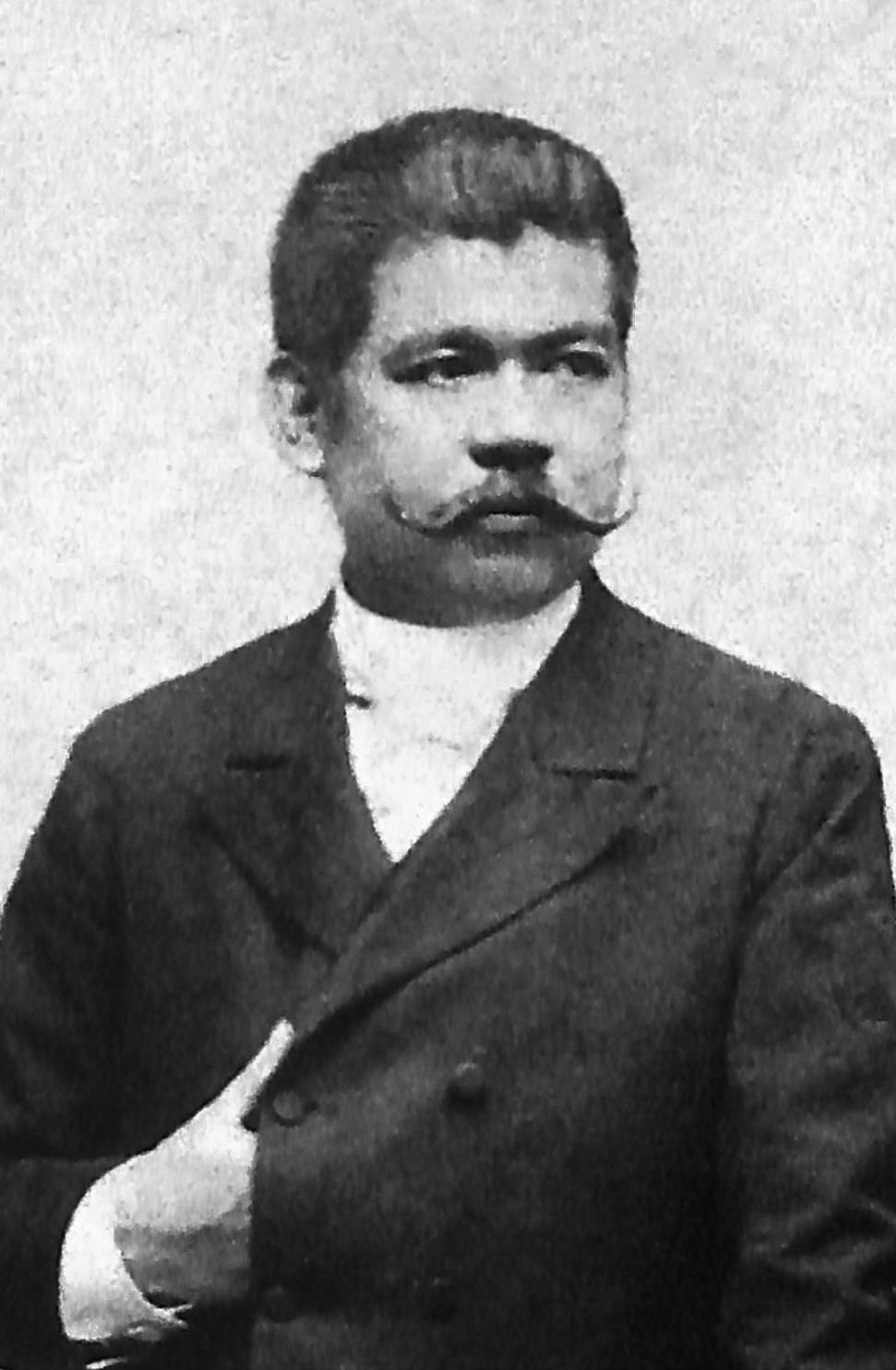
マルセロ・ヒラリオ・デル・ピラール。

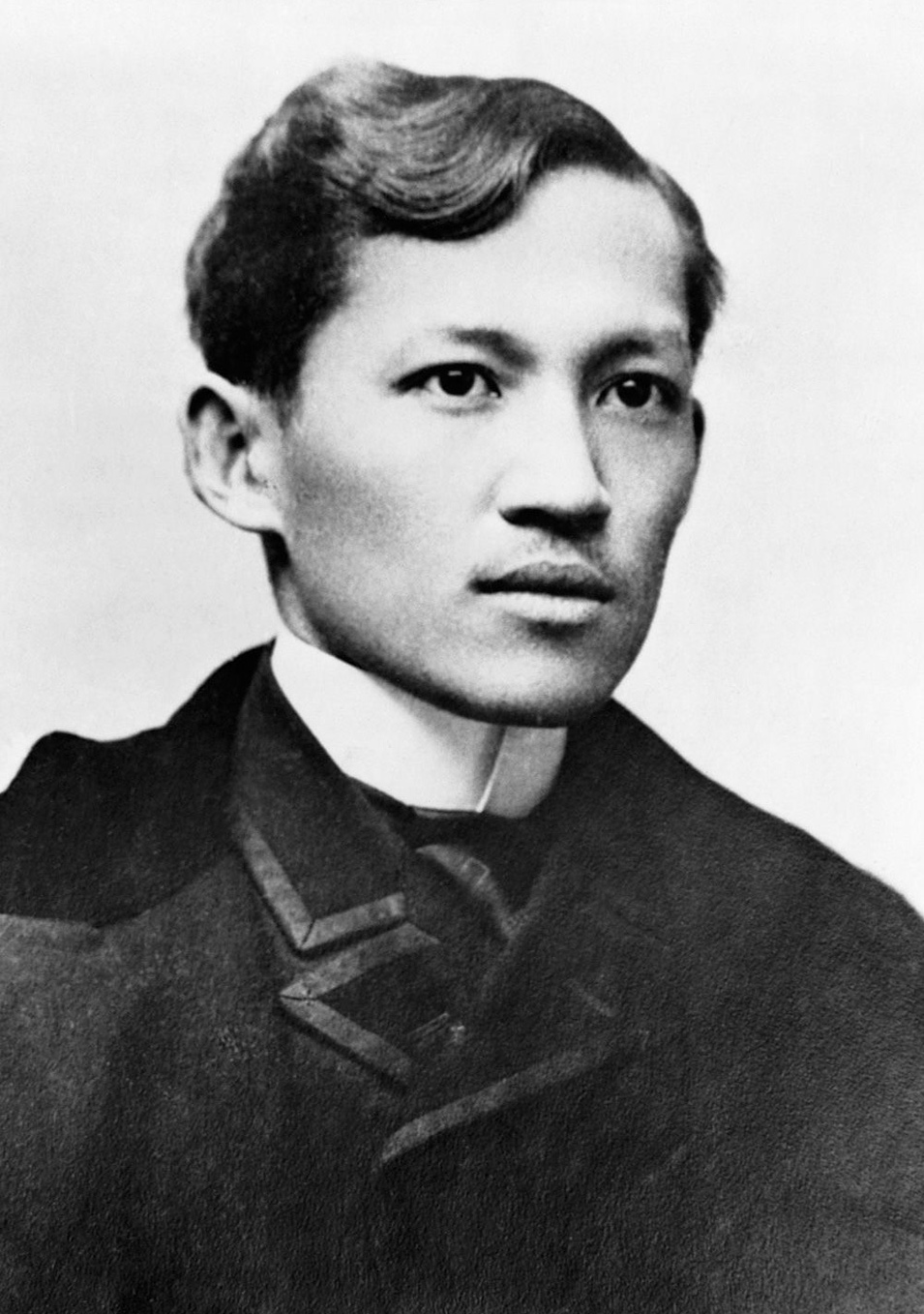
ホセ・リサール。

貿易の自由化に伴うアメリカ合衆国やイギリスとの貿易の拡大は、18世紀以来の高等教育の拡充と合わせて19世紀には自由主義思想がフィリピン原住民の間にも流入した。19世紀末になると、フィリピンにおける有産階級が成長したことや、世界各地を結ぶ航路が整備されたことなどを背景として、フィリピンからスペインへ留学する層が形成されることになった。こうした経験を通じてフィリピンにおけるナショナリズム形成の重要性を感じた留学生、知識人は、徐々に本国政府への改革要求を強め、民族運動を展開していった。
運動は当初フィリピン人の神父によって担われたが、1872年1月に勃発したカビテ暴動をきっかけに、総督によって進歩的なフィリピン人の神父や知識人が弾圧されたことは、スペイン当局のフィリピン・ナショナリズムへの弾圧を強化する事態を招いた。続いて1882年にはマルセロ・ヒラリオ・デル・ピラールによってタガログ語の日刊紙『タガログ毎日』が創刊され、フィリピン本土とスペインに留学したフィリピン人留学生によってプロパガンダ運動と呼ばれるナショナリズム運動が開始された。とりわけ、ホセ・リサールがスペインで発表した『ノリ・メ・タンヘレ』(我に触るな,1887)は植民地支配下のフィリピンにおける諸問題を厳しく告発するものであり、民族運動に影響を与えた。1888年にはバルセロナでフィリピン人によって結社「団結」が結成された。1892年にはホセ・リサールがフィリピンに帰国して「ラ・リガ・フィリピナ（フィリピン民族同盟）」を結成するが、結成間もなくスペインに対する反逆罪で逮捕されるなど弾圧も強化されていった。

### フィリピン独立革命

フィリピン共和国初代大統領、エミリオ・アギナルド。

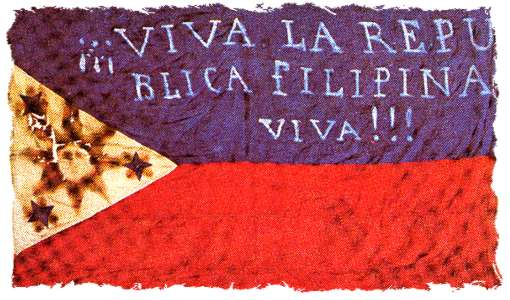
フィリピン革命軍の旗。

1892年にホセ・リサール逮捕を機に、アンドレス・ボニファシオらによって秘密結社カティプナンが結成された。本国政府に対して急進的な姿勢をとるカティプナンは1896年に武力蜂起を決行した。しかし、スペイン政府は同年ホセ・リサールを処刑し、本国から軍隊を派遣して革命鎮圧を図った。一方、革命勢力側はボニファシオとエミリオ・アギナルドの間の主導権争いが発生するなど、革命運動の統一を図ることができなかった。結局、実権を握ったアギナルドがボニファシオを処刑してスペインとの戦闘に臨んだが、革命勢力、スペインともに疲弊する中で1897年12月にビアックナバト和約が成立し、アギナルドは香港へ亡命する。しかし、ボニファシオの処刑にみられるように革命勢力は一枚岩ではなかったため、和約の成立後も各地で反スペイン闘争は継続された。

### 米西戦争
1898年にハバナで起きた米戦艦メイン号の謎の爆沈事件をきっかけに、アメリカ合衆国が第二次キューバ独立戦争に介入、4月に米西戦争が勃発する。アメリカはフィリピンの独立に全面協力することを条件に、香港へ亡命していたアギナルドに米西戦争に協力しフィリピン上陸の案内をするよう要請。アギナルドはこれを受け入れ、5月にアメリカ艦隊と共にフィリピンに帰国し独立運動を再開、同1898年6月12日に現カウィットの自宅にてフィリピンの独立を宣言した(現在も6月12日は独立記念日とされている)。同年8月13日、米軍とともにマニラにあったスペイン総督府を陥落させスペインとの戦闘が終結。

## アメリカ統治時代 (1898-1946)

### マロロス議会とパリ講和条約
9月15日にはブラカン州マロロスで革命議会を開催した。しかしキューバ、プエルトリコを電撃的に攻略されたスペインは、1898年12月10日にアメリカとパリ講和条約を締結する。スペインはアメリカにフィリピンの領有権を約2000万ドルで譲渡。アメリカ大統領ウィリアム・マッキンリーは「フィリピン群諸島は合衆国の自由なる旗のもとに置かれなければならない」とする声明を発表したが、アギナルドを始めフィリピン国民は一斉に激しく抗議した。

### 米比戦争

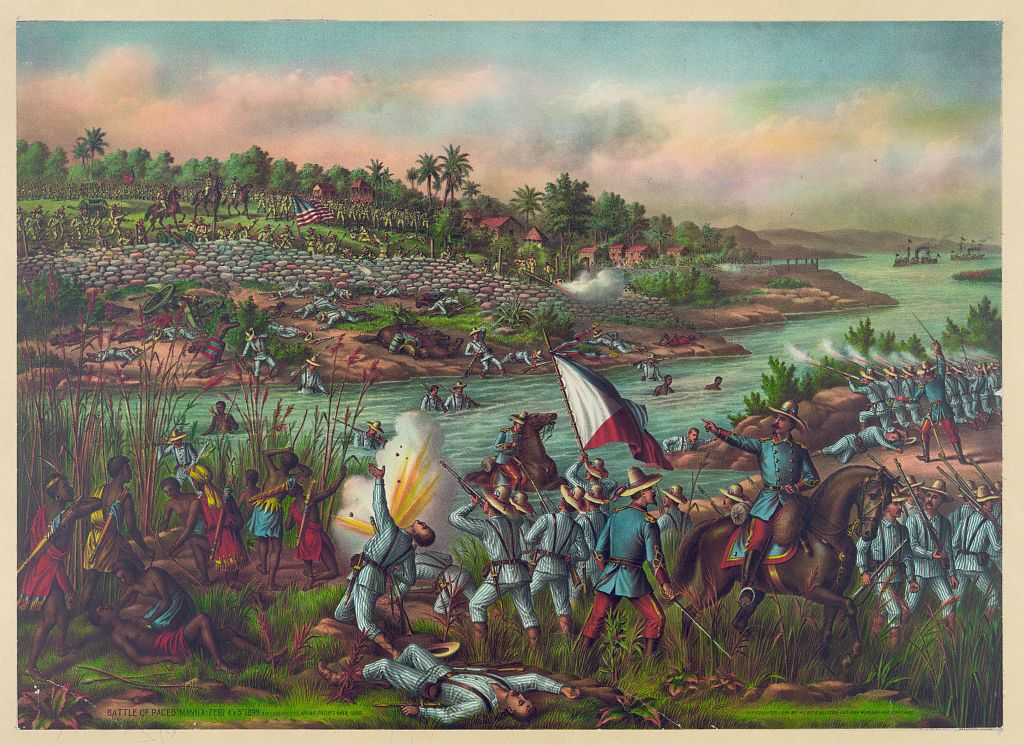
米比戦争。

アメリカ合衆国との間に米比戦争が勃発する。翌1899年1月23日にアギナルドはマロロス憲法を公布しフィリピン共和国（第一次共和国）を樹立、初代大統領に就任した。1900年には当時の首都マロロスが陥落し正規軍は解散、ゲリラ戦を展開するが、翌1901年3月、イサベラ州パラナンでアギナルドは米軍に捕らえられアメリカの主権を認めざるを得なくなった。1902年までにアメリカ軍がフィリピン主要部を占領し、アメリカ合衆国の植民地となった。「フィラデルフィア・レジャ」紙は、米比戦争の二年間でルソン島住民の六分の一が殺されたと当時報道しており、これは約61万6000人にのぼる。
米比戦争には12万人のアメリカ兵が投入され、4500人のアメリカ兵の戦死者と20万人の一般のフィリピン人の死亡者を出した末にゲリラ化した革命軍の制圧を続け、1901年7月にはアメリカ軍の軍政から民政移管が実現し、1902年7月に合衆国議会で成立したフィリピン組織法を法的根拠に、陸軍長官ウィリアム・タフトの主導によってフィリピンの植民地化が進んだ。

### 桂・タフト協定
日露戦争において日本は日本海海戦での勝利を経て、ロシア軍もセオドア・ルーズベルトによる講和勧告を受け入れていた時期の1905年7月29日、タフトは来日し、日本の内閣総理大臣桂太郎との会談の中で、アメリカは韓国における日本の支配権を承認し、日本はアメリカのフィリピン支配権を承認する内容の桂・タフト協定を交わす。桂・タフト協定は、1902年の日英同盟をふまえたもので、以下の三点が確認された。
- 日本は、アメリカの植民地となっていたフィリピンに対して野心のないことを表明する。
- 極東の平和は、日本、アメリカ、イギリス3国による事実上の同盟によって守られるべきである。
- アメリカは、日本の朝鮮における指導的地位を認める。

### フィリピン全土平定
1907年にはフィリピン組織法の下でフィリピン議会が選出された。また、米軍は、スペイン主権下に入っていなかった南部のムスリムに対しても戦争を続け、1915年にはスールー王国とカーペンター＝キラム協定（Carpenter-Kiram Agreement）を結んでアメリカ合衆国の主権を認めさせ、フィリピン全土を平定した。
1916年に米国議会でジョーンズ法(フィリピン自治法)を可決。同法では将来の独立が宣言され、上下二院の立法権を持つ議会の整備や、総督以外の行政機構、閣僚のフィリピン人化が進んだ。こうして米国は、経済的には米比二国間の相互関税免除を旨とした自由貿易体制を確立し、サトウキビとマニラ麻を中心としたフィリピンにおける輸出作物モノカルチャー化が進み、マニラ麻栽培のためにダバオ周辺には日本人移民が導入された。また、公教育の拡充を通して英語の普及が進んだ。

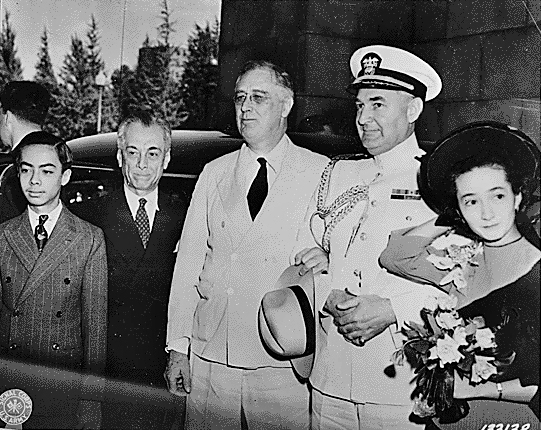
ケソンとルーズヴェルト。

### フィリピン・コモンウェルスの成立
1934年に民主党フランクリン・ルーズヴェルト政権下で将来の独立を認めるフィリピン独立法=タイディングス・マクダフィー法が議会で可決、10年後のフィリピン独立を承認。1935年5月には憲法が批准され、同年9月に行われた選挙によってマヌエル・ケソンを大統領とした米自治領政府（独立準備政府)フィリピン・コモンウェルスが成立した。ケソン政権下ではアメリカ軍のダグラス・マッカーサー元参謀総長によってフィリピン軍が創設されたが、機能するには程遠かったために、1938年2月にケソンは日本に対してフィリピンの中立化を布告した。
一方、親米的なコモンウェルス成立の影で、合衆国統治下でモノカルチャー化が進んだため、1920年代から1930年代にかけて窮乏化した小作農や都市労働者達によって労働運動の組織化が進められ、フィリピン全国農民組合や労働者総同盟などの労働組合が作られた他、1929年にはフィリピン社会党、1930年にはフィリピン共産党が結成され、両党は人民戦線戦術の下で1938年に合併してフィリピン共産党 (PKP)が成立した。

## 第二次世界大戦下

いわゆる「バターン死の行進」を通じて米軍は日本軍の残虐性・非人道性を強調した。その際のプロパガンダ用ポスター。

### 日本軍の上陸
1941年12月8日に日本が米英に宣戦布告し太平洋戦争が勃発すると、南方作戦の一環として第14軍がフィリピンに上陸し、1942年1月2日に日本軍はマニラを占領した。その後、4月にバターン半島、5月にコレヒドール島の米比軍を降伏させ、翌5月7日にアメリカ極東陸軍（ユサフェ）の全軍が降伏を宣言した。
既にダグラス・マッカーサーと共にオーストラリアに逃亡していたマヌエル・ケソン大統領は、その後アメリカ合衆国に渡ってワシントンにて亡命政府を建てた。日本は従来までの統治機構を出来る限り活用しようとしたが、政治的決定の多くは日本に委ねられていた。

### アメリカ政府によるゲリラ部隊支援
アメリカ軍降伏後、合衆国はマッカーサーに直属するフィリピン人のユサフェ・ゲリラを組織して日本への抵抗を続けた。また、1942年3月には農民運動を母胎にルイス・タルクらによってフクバラハップ（フク団、抗日人民軍、のち人民解放軍）が結成され、中国の人民解放軍を範としたゲリラ部隊を組織して、農村に支持を広げつつ抗日運動を展開した。ユサフェ・ゲリラは地主支配の打倒を掲げるフクバラハップを敵視し、双方の間で戦闘が繰り広げられた。
日本の軍政は抗日ゲリラ討伐のために隣組制度（DANAS）を組織し、1942年末には既存の政治組織を解散させて新たに新生フィリピン奉仕団（KALIBAPI）が再編された。しかし、ゲリラ運動と経済政策の失敗に起因する飢餓が起こり、物資調達のための軍票乱発に起因するインフレーションは食糧不足を加速させ、食糧不足に伴ってフィリピン人の窮乏化と日本からの離反も進んだ。
バンサモロでは、日本軍政当局はスペイン・アメリカ占領政府の研究資料を引き継ぎ、ムスリム・非キリスト教徒「モロ」をキリスト教徒よりも下に見る態度を引き継いだ。また、バンサモロにおけるアメリカ軍の支援を受けた抗日ゲリラを「不逞モロ」と呼び、その軍事的制圧を目指した。

### フィリピン第二共和国
日本は民心を回復するために、1943年10月14日、ホセ・ラウレルを大統領とするフィリピン第二共和国の独立を認めた。日本はラウレル政権と同盟条約を締結し、形式面では日本の軍政期が終わった。ラウレル大統領は11月に東京で開催された大東亜会議に出席している。
しかし、ラウレル政権はフィリピン民衆の広範な支持を得ることができなかった。さらに、ラウレル政権は戦前からの地主支配の継続を認めたためにフィリピン親日勢力の離反を招き、ラウレル政権側も日本との協力を拒否する姿勢をとったため、日本は1944年12月にベニグノ・ラモスとアルテミオ・リカルテを始めとするフィリピン独立運動家達によって設立されたフィリピン愛国連盟（マカピリ）を新たな協力者とした。

### 連合軍によるフィリピン奪回
1944年10月20日にアメリカ軍がレイテ島に上陸し、続くレイテ沖海戦でも日本軍を破った。1945年1月にはマニラ大虐殺が発生した。1945年2月3日からはマニラ市街戦が開始され、アメリカ軍は3月3日にマニラを制圧した。さらにルソン島北部に敗走する日本軍を追いつめ、9月3日に日本軍は降伏した。この過程で、多くのフィリピン市民が巻き込まれて犠牲になった。また、日本軍と共に戦ったマカピリは戦闘によって壊滅した。第二次世界大戦によるフィリピン人の犠牲者は110万人に達した。
戦時中のレイテ作戦でアメリカ軍と共にフィリピン帰還を果たしたフィリピン・コモンウェルスのセルヒオ・オスメニャ大統領に権力が戻り、米自治領政府（コモンウェルス）が復活した。また、抗日運動で活躍したフクバラハップは、マニラ奪回後には共産党勢力を警戒したダグラス・マッカーサーの意図によって武装解除を余儀なくされた。第二次世界大戦後も徹底的な迫害が続けられ、親米政権が維持されることになった。

## フィリピン第三共和国
第二次世界大戦後、1946年4月の選挙で地主を母胎にした国民党、労働運動とフクバラハップを母胎にした民主同盟との選挙戦を制した対日協力者を母胎とする保守派の民主党が勝利し、マヌエル・ロハスが新たに大統領に選出された。同年7月4日、フィリピンは主権を獲得し、第三共和国が成立した。
同1946年にはフィリピン航空が民間としてアジアで初めて太平洋横断する運航を開始。
しかし、第三共和国は経済的に合衆国に依存する構造は変わらず、軍事的にも1947年に締結された比米軍事基地協定によって冷戦構造の中で合衆国の反共主義の前線基地として位置づけられ、実質的な独立を達成できなかった。

### フクバラハップとの内戦
また、戦後共和国政府は徹底してフクバラハップを敵対視し、1948年3月にはロハス政権によってフクバラハップと全国農民同盟は非合法化され、ルソン島では政府軍と地主の私兵とフクバラハップとの間で戦闘が繰り広げられた。ロハスの死後、政権を継いだエルピディオ・キリノ政権はフクバラハップとの和平交渉を行ったが、交渉は決裂した。フクバラハップは首都攻略を噂されるほどの大勢力となっていたが、これに脅威を抱いた合衆国はフィリピン政府への軍事援助を強化し、ラモン・マグサイサイ国防相による討伐作戦によって1950年10月には共産ゲリラの司令塔だったフィリピン共産党 (PKP)が壊滅し、翌1951年にはフクバラハップそのものも実質的に壊滅に追い込まれた。

### マグサイサイ政権以降
1953年11月にフクバラハップ討伐の功績が評価されたことにより、国民党のマグサイサイが大統領に当選した。この年、ABS（現在のABS-CBN）がテレビ本放送を開始。
マグサイサイ政権はフクバラハップへの支持の源泉が大土地所有制にあることを見抜き、農地改革を推進したが、1955年に制定された農地改革法は抜け道の多い不徹底なものに留まり、1960年のセンサスでは1948年よりも小作農の数が増加した。このため、1963年にディオスダド・マカパガル大統領も農地改革法を制定したが、この改革法も実効性に乏しく、却って農村部での階級対立を激化させる作用をもたらした。
1950年代から1960年代にかけてナショナリズムが盛り上がり、1966年から民族主義青年同盟(KM)によって文化大革命に影響を受けた第二次プロパガンダ運動が展開され、文化や教育のフィリピン化が目指された。
1956年には日比賠償協定が調印され、日比国交が回復した。1957年にはマグサイサイ大統領が事故死。後継はカルロス・ガルシアがなった。
1961年、ディオスダド・マカパガルが大統領に当選。独立記念日をそれまでの7月4日から6月12日に変更。

### マルコス政権

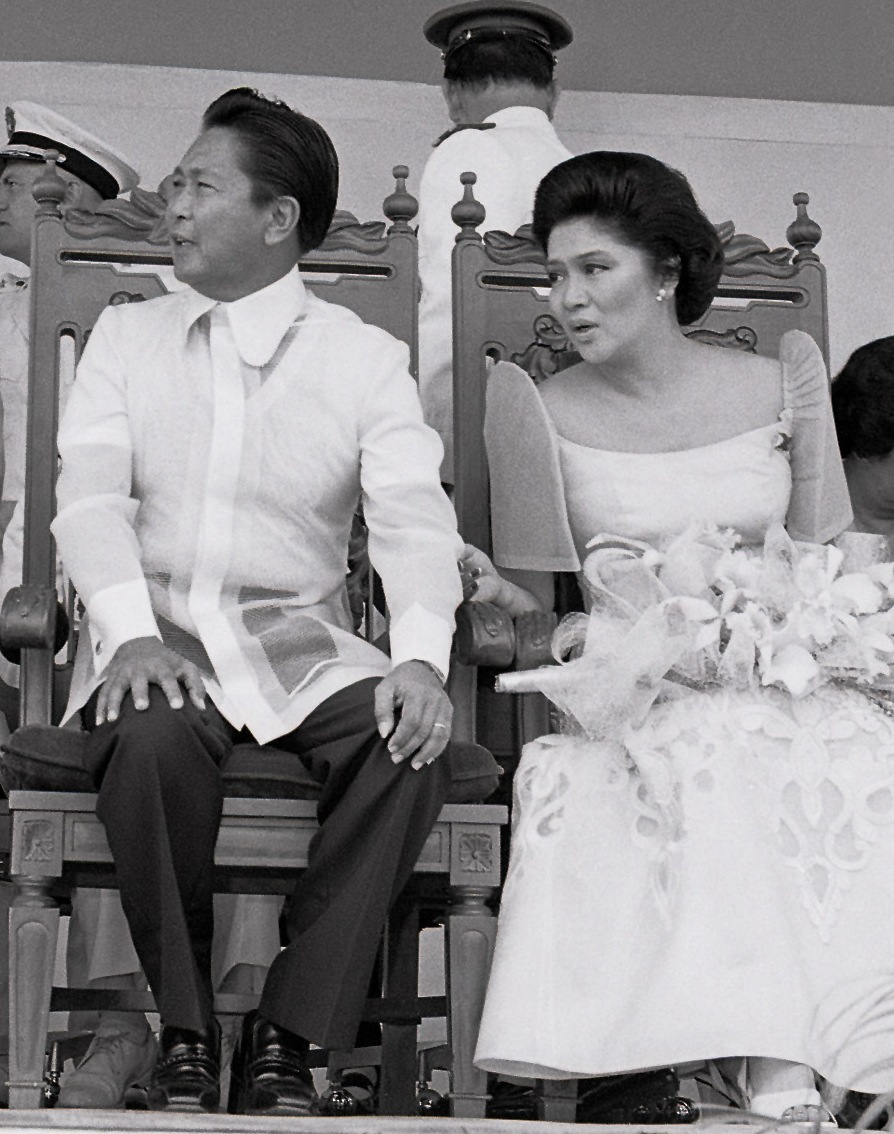
フェルディナンド・マルコス大統領とイメルダ大統領夫人。

1965年に国民党から大統領に就任したフェルディナンド・マルコスは、強権政治の下でフィリピンを統治した。1966年、ABS-CBNがカラーテレビの本放送を開始。
1968年には毛沢東主義に基づくフィリピン共産党 (CPP) が再建され、翌1969年3月には軍事部門の新人民軍(通称NPA,New Peoples Army）を結成してゲリラ戦を開始し、南部でもムスリムが1970年にモロ民族解放戦線を結成し、ミンダナオ島で反乱を開始した。
1969年に腐敗選挙で再選されたマルコスは両組織の反乱を理由に1972年に全土に戒厳令を敷き、新社会建設を掲げて議会の閉鎖、既存支配層の排除、軍隊が政府機能を掌握した。マルコス政権による農地改革は実効性を持ち、自作農が創設され、米の自給もある程度可能になるなどの成果もあり、外国資本の積極導入を柱とした経済政策により1970年代を通して年率6-7%のGNP成長を達成した。
1975年、マルコスが訪中し、中国（中華人民共和国）と国交樹立。1976年にはソ連と国交樹立。モロ民族解放戦線と暫定和平協定（トリポリ協定）を締結。
1979年、日本のアニメ「超電磁マシーン ボルテスV」がフィリピンで放送され、大人気となり最高視聴率が58%を記録した。当時テレビアニメといえばアメリカ作品しかなかったフィリピンでは、子供たちにとってボルテスVの登場は衝撃的な出来事であったといわれる。しかし民間団体などが、ボルテスVの武器を侍の刀の象徴とみなしたり、旧日本軍の賛美とみなす受け取り方や、本作を皮切りに日本企業が台頭してくる事を警戒して抗議、8月、マルコス大統領が放送禁止宣言をし、国営放送でのボルテスVは放送中止された。

### エドゥサ革命以降
マルコスとイメルダ・マルコス夫人を始めとした取り巻きによる政治の私物化と腐敗政治が進み、対外債務の膨張が財政を逼迫させるなど徐々に政権は危機的な様相を帯びてきた。1981年に戒厳令は解除されたが、1983年に政敵の元上院議員ベニグノ・アキノがマニラ空港（現在のニノイ・アキノ国際空港）で暗殺された。これは反体制派の怒りを増した。こうした国民の不満の爆発を受け、1986年2月の選挙をきっかけにエドゥサ革命が勃発し、マルコス夫妻はハワイに亡命、1989年にハワイでフェルディナンド・マルコスが死去。
新たに大統領に就任したコラソン・アキノは7度のクーデター未遂に見舞われ1989年には軍反乱事件が起き、アキノ政権はアメリカ軍の助力を得てクーデターを鎮圧した。

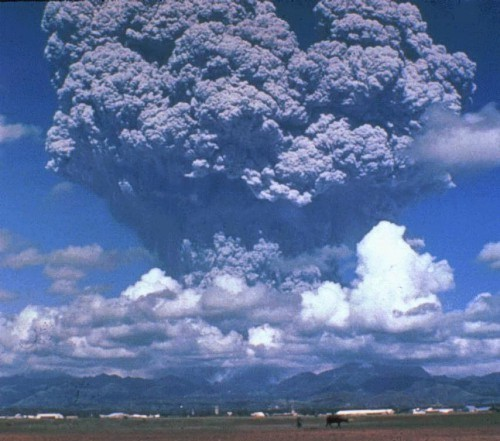
1991年のピナトゥボ火山の噴。

1990年にルソン島中部でバギオ大地震が発生し、多数の死傷者が出た。1991年にはピナトゥボ火山が噴火し、この災害をきっかけにフィリピンからアメリカ軍は基地を撤収した。
1992年に大統領に就任したフィデル・ラモスは新自由主義的な民営化政策と規制緩和を徹底し、経済成長率の上昇を実現したが、他方でこの経済成長は雇用を拡大せず、出稼ぎに依存するフィリピン経済の性格は維持された。同年、米軍撤退完了。
1995年には各地の軍事反乱が終息し、1996年モロ民族解放戦線と和平協定が締結（Peace process with the Bangsamoro in the Philippines）。1997年にはディオスダド・マカパガル死去。
1998年、ジョセフ・エストラーダが大統領就任するが、2000年下院、エストラーダ大統領を弾劾。市民デモ（ピープルパワー）が活発になり、2001年 第二人民革命（en:EDSA Revolution of 2001）が起きる。
2004年 グロリア・アロヨ、大統領選挙で当選。しかし、その後アロヨは選挙の不正を認め国民に謝罪。2005年にはスビク湾の婦女暴行事件で、駐留米兵4人逮捕。付加価値税の引き上げ。
2006年、日本との2国間自由貿易協定（FTA）が締結される。日比友好50周年。
2010年、 ベニグノ・アキノ3世が大統領就任。
2016年、ロドリゴ・ロア・ドゥテルテが大統領就任。
2022年フィリピン大統領選挙では、ボンボン・マルコスが当選した。

## 脚註